# Palosaaret (ö i Södra Savolax, S:t Michel, lat 61,83, long 26,94)
Palosaaret är en ö i Finland. Den ligger i sjön Santaranjärvi och i kommunen Sankt Michel i den ekonomiska regionen  S:t Michel och landskapet Södra Savolax, i den södra delen av landet, 210 km nordost om huvudstaden Helsingfors. Öns area är 0,6 hektar och dess största längd är 250 meter i nord-sydlig riktning.  Notera att namnet antyder att det är fråga om flera öar.